# Ayuntamiento de Niza
El ayuntamiento de Niza (en francés: Hôtel de Ville de Nice) es un edificio histórico que sirve de sede del ayuntamiento de la localidad francesa de Niza, situada en el departamento de los Alpes Marítimos, en la región de Provenza-Alpes-Costa Azul.

## Historia
El edificio fue encargado como parte de un plan maestro impulsado por Luis XIV, en 1706, para recuperar la zona de Pré-aux-Oies de Niza, que anteriormente había sido una zona pantanosa e insalubre. Una vez instalado el saneamiento, la calle Saint-François de Paule fue la primera que se trazó. Ubicado en el lado norte de la calle, el edificio fue concebido originalmente como un seminario, fue diseñado en estilo neoclásico, construido en piedra sillar y la primera fase se completó en 1722.
El diseño implicó una fachada principal simétrica de siete tramos que daban a la Rue Saint-François de Paule. El diseño original del edificio de cinco plantas era austero: estaba fenestrado con altas ventanas abatibles con contraventanas en todas las plantas. Había rejas de hierro en las ventanas de la planta baja y frontones rebajados sobre las ventanas del segundo piso.
En 1792, Víctor Amadeo III de Cerdeña declaró la guerra a la Francia revolucionaria y sus oficiales requisaron el edificio para utilizarlo como cuartel militar. Después de que la ciudad fuera conquistada por las tropas de la Primera República Francesa ese mismo año, el cuartel fue ocupado por las tropas republicanas francesas. El edificio permaneció en uso militar hasta 1804, cuando se convirtió en gendarmería. Tras la caída de Napoleón en 1815, el Hospital Saint-Roch lo adquirió para uso médico hasta que el nuevo hospital, situado en la calle Pierre Dévoluy, se completó en 1858 y el edificio volvió a ser una gendarmería.
En 1866 el Ayuntamiento de Niza adquirió el edificio y lo reconvirtió para uso municipal según un diseño del arquitecto de la ciudad, François Aune. Los funcionarios municipales se trasladaron desde su antiguo alojamiento en el Palacio Comunal de Niza en la plaza Saint-François a su nuevo lugar de trabajo en la calle Saint-François de Paule en 1868.
Tras la elección de Jean Médecin como alcalde de Niza en 1928, el ayuntamiento decidió remodelar el edificio en estilo Art déco. Se llevó a cabo un importante programa de obras exteriores según un diseño de Nicolás Anselmi, y el interior fue redecorado según un diseño de Clément Goyenèche. Las obras exteriores incluyeron la instalación de un pórtico de dos pisos, formado por seis columnas de orden dórico de dos pisos que sostienen un balcón, en la calle Saint-François de Paule, así como la creación de una nueva entrada al patio en la calle, es decir, el lado este del edificio. En el nuevo patio se instaló en 1965 una escultura que representa un pulgar de 1,8 m de altura, diseñada por César Baldaccini.
En 1967 se realizaron más modificaciones internas según un diseño de Émile Rous. A principios del siglo XXI, en el patio se erigió y restauró una placa que recuerda la vida de diecisiete combatientes de la resistencia que murieron en la Segunda Guerra Mundial. En la fachada principal del edificio se colocaron placas individuales que conmemoran las vidas de Jean Marius-Gordolon y Joseph Giuge, combatientes de la resistencia que murieron cerca del edificio.